# Яушева, Ольга Рустамовна
Ольга Рустамовна Яушева (род. 2 ноября 1968 года, Петропавловск-Камчатский, Камчатская область, РСФСР, СССР) — российский художник, член-корреспондент РАХ (2021).

## Биография
Родилась 2 ноября 1968 года в Петропавловске-Камчатском, живёт и работает в Москве.
В 1993 году — окончила мастерскую станковой графики Московского государственного художественного института имени В. И. Сурикова, руководитель Н. А. Пономарев.
С 1993 года — член Московского союза художников.
В 1996 году — окончила стажировку в Творческих мастерских графики Российской академии художеств, под руководством А. Д. Шмаринова.
В 2021 году — избрана членом-корреспондентом Российской академии художеств от Отделения живописи.

## Творческая деятельность
Основные произведения:
- «Бали. Отдых» (2005, холст, масло, 100*120);
- «Молитва в шелесте лепестков лотоса» (2017, холст, масло, 135*135);
- «Плавучий рынок в Паттайе. Хозяйка реки» (2017, холст, масло, 135*160);
- «Besame mucho» (2019, холст, масло, 61*135);
- «Портрет актёра театра имени Бертольда Брехта Хорхе Энрике Кабальеро в образе знаменитого кубинского скрипача Клаудио Хосе Бриндис де Салас» (2019, холст, масло, 130*160);
- «Кафе „Таверна“» (2019, холст, масло, 100*200);
- «Маэстро Фернандес» (2019, холст, масло, 130*160);
- «Портрет борца греко-римского стиля, четырёхкратного олимпийского чемпиона, пятикратного чемпиона мира Михаина Лопеса Нуньеса» (2019, холст, масло, 130*160);
- «Может быть, может быть, может быть» (2019, холст, масло, 120*130);
- «Карнавал в Гаване» (2020, холст, масло, 100*120);
- «Семья» (2020, холст, масло, 130*160);
- «Фиеста» (2022, холст, масло, 160*180) и другие.

Произведения находятся в собраниях Музея изобразительных искусств (Комсомольск-на-Амуре), Дальневосточного художественного музея (Хабаровск), Приморской государственной картинной галереи (Владивосток), Музейно-выставочного центра Забайкальского края (Чита), Национального художественного музея Республики Саха (Якутия), Омского областного музея изобразительных искусств им. М. А. Врубеля, Художественного музея имени Ц. С. Сампилова (Улан-Удэ), Новосибирского государственного художественного музея, Томского областного художественного музея, Музея изобразительных искусств Кузбасса, Новокузнецкого художественного музея, Нижнетагильского музея изобразительных искусств, Государственного художественного музея Алтайского края (Барнаул), Нижневартовского краеведческого музея им. Т. Д. Шуваева, Красноярский художественный музей имени В. И. Сурикова, Истана Богор — музея президента Республики Индонезия Сукарно, Национальной галереи Индонезии (Джакарта), музея Александрийской библиотеки (Арабская Республика Египет), Академии изящных искусств Индии «Лалит Кала», Национального музея Афганистана (Кабул), Karnataka Chitrakala Parishad (Бангалор, Индия), Усадьбы-музея Рерихов в Наггаре, Музея Кратон Султана Хаменгкубовоно Х (Джокьякарта, Индонезия).
Участник выставок с 1993 года, среди которых: «Здравствуй, Индия!» в Государственной Третьяковской галерее (Москва, 1997); «Лалит Кала» в Академии изящных искусств Индии (Калькутта, 1995, 1998); «Цветы Мории» в Усадьбе-музее Рерихов в Гималаях (Наггара, 1998); «Russian Collection» в Национальной галерее Индонезии (Джакарта, 2000, 2005, 2010, 2019); «Ожерелье Экватора» в Малом Манеже (Москва, 2003) и в Музее современной истории России (Москва, 2019); «Ожерелье Экватора. Остров Бали» в Музее Востока (Москва, 2004); «Egypt-Russia. Expedition diary» в музее Александрийской библиотеки (Египет, 2013); «Суванапум. Золотая Земля» в Национальной картинной Галерее Королевства Таиланд (2018), трансконтинентальный академический художественно-просветительский проект «О, Гавана! Транзит» (Омск, Новосибирск, Томск, Кемерово, Новокузнецк, Нижний Тагил, Барнаул, Комсомольск-на-Амуре, Владивосток, Чита, Якутск, Улан-Удэ, Красноярск и другие, 2019—2023) и «В стране Изумрудного Будды» (2021—2024. В Российской Академии художеств состоялись выставки: «Произведения Рустама, Ольги и Зейнаб Яушевой (1906—1968)» (2014), «Экспедиционный дневник» Рустама Яушева, Ольги Яушевой и Владимира Анисимова (2023).
Организатор и участник творческих поездок: «Hall Estate Haggar» в имении Н. К. Рериха (Химачал Прадеш, Индия, 1990—2000); экспедиции в Гималаи художников-преподавателей и студентов Красноярского художественного института им. В. И. Сурикова (1994), «100 дней в Гималаях» членов РАХ (1996), по Индии (1997), «Антильская Жемчужина» по островам Кубы (2002), по островам Индонезии (Ява, Суматра, Мадура, Бали, Сулавеси; 2000, 2001, 2003, 2019г), в Афганистан (2002), художников-реставраторов в Богор (2004), по странам АСЕАН (2010—2015), в Арабскую Республику Египет (2010, 2011, 2012, 2013), в Гавану (2017, 2018, 2019).

## Награды
- Заслуженный художник Российской Федерации (2014)[1]
- Почётная грамота Министерства культуры Российской Федерации (2012)
- Благодарность Администрации Президента Российской Федерации (2016)
- Благодарность Министра культуры Российской Федерации (2018)

Награды РАХ
- Дипломы РАХ (1996, 2004, 2010, 2017)
- Серебряная медаль РАХ (2014)